# Ariconias
Genre
Ariconias est un genre d'insectes lépidoptères sud-américains de la famille des Riodinidae et de la sous-famille des Riodininae. 

## Dénomination
Le genre a été nommé par Jason Hall et Donald J. Harvey (d) en 2002.

## Liste d'espèces
Selon BioLib (22 novembre 2020) :
- Ariconias albinus (C. & R. Felder, 1861) ; présent à Panama et au Venezuela.
- Ariconias glaphyra (Westwood, 1851) ; présent au Paraguay, en Argentine et au Brésil.